# 县圣宫
20°54′51″N 110°05′39″E / 20.91417°N 110.09417°E
县圣宫即海康学宫，是中国广东省湛江市雷州市雷城镇的一座学宫遗迹，和常见的传统学宫一样，也设祀孔子（大成至圣先师）神位，故名“圣宫”。“县圣宫”即指海康县圣宫。
海康学宫始建于元至顺三年（1332年），原址在雷城镇迎恩坊，明弘治十七年（1504年）迁至今址，即雷州市雷城镇中西路（镇中西街）北侧圣宫前巷，现在雷州市第一小学（原雷城镇第一小学）校园内。现仅存大成殿及东西庑，其中大成殿建筑面积为372平方米。清乾隆、嘉庆年间两次重修，但建筑格局和部分用料仍存明代遗构。另有清康熙年间陈瑸所撰《重修县圣宫碑记》留存。
1983年公布为海康县文物保护单位。现为湛江市雷州市市级文物保护单位，类型为古建筑，公布时间为2003年12月29日。